# Джо Фрейзер (гімнаст)
Джо Фрейзер  (англ. Joe Fraser, 6 грудня 1998) — британський гімнаст. Чемпіон світу на паралельних брусах та призер чемпіонату Європи в командній першості та у вправі на коні.

## Біографія
Народився з шістьма пальцями на руках, в дитинстві зайві пальці були ампутовані. Після завершення спортивної кар'єри планує займатися тренерською діяльністю.

## Спортивна кар'єра
Через постійні виконання сальто вдома з п'ятирічного віку батьки віддали до секції спортивної гімнастики.

#### 2018
Під час підготовки до Ігор Співдружності через травму плеча змушений був форсувати набір форми, що призвело до травми щиколотки. Був прооперований. За оцінками лікарів відновлення мало тривати до шести місяців, але через три місяці після операції відновив тренування вправи на коні та паралельних брусах без зіскоку.

#### 2019
На чемпіонаті світу в Штутгарті, Німеччина, з результатом 15,000 балів випередив суперника з Туреччини Ахмета Ондера на 0,017 балів та здобув перемогу, яка стала лиш третьою в історії чоловічої спортивної гімнастики Великої Британії.

#### 2021
Відібрався до збірної Великої Британії на Олімпійські ігри в Токіо.

## Результати на турнірах
| Рік  | Змагання                 | КБ | ІБ | Вільні вправи | Кінь | Кільця | Опорний стрибок | Паралельні бруси | Перекладина |
| ---- | ------------------------ | -- | -- | ------------- | ---- | ------ | --------------- | ---------------- | ----------- |
| 2017 | Чемпіонат Європи         |    | 5  |               |      |        |                 |                  |             |
| 2018 | Чемпіонат Європи         | 2  |    |               |      |        |                 | 8                | 6           |
| 2018 | Кубок виклику. Гімарайнш |    |    |               | 8    | 8      |                 | 5                |             |
| 2018 | Чемпіонат світу          | 5  |    |               |      |        |                 |                  |             |
| 2019 | Чемпіонат Європи         |    | 4  |               |      |        |                 |                  |             |
| 2019 | Кубок світу. Бірмінгем   |    | 4  |               |      |        |                 |                  |             |
| 2019 | Чемпіонат світу          | 5  | 8  |               |      |        |                 | 1                |             |
| 2021 | Чемпіонат Європи         |    |    |               | 3    |        |                 |                  |             |
| 2021 | Олімпійські ігри         | 4  | 9  |               |      |        |                 | 8                |             |
| 2022 | Кубок світу в Баку       |    |    |               |      |        |                 | 3                | 1           |
| 2022 | Чемпіонат Європи         | 1  | 1  |               | 8    |        |                 | 1                |             |
| 2022 | Чемпіонат світу          | 3  |    |               |      |        |                 |                  |             |
| 2024 | Чемпіонат Європи         | 2  |    |               |      |        |                 |                  |             |
| 2024 | Олімпійські ігри         | 4  | 5  |               |      |        |                 |                  |             |